# Koinon
Koinon (en grec, κοινόν) és un terme que en l'antiga Grècia equivalia a allò comú i que va inspirar el concepte de república. Inclou el sentit de comunitat i federació i, per tant, es refereix tant a l'associació identitària d'un grup de persones que treballen en benefici dels altres com un tipus de govern implantat en diferents períodes històrics a les polis gregues. Usualment cada koinon articula una sèrie de lleis (explícites o no) que determinen els drets i obligacions dels seus membres. El seu origen sembla a Creta i va destacar sobre la fase de domini atenenc fins que els romans van exportar altres mètodes de divisió política a les seves províncies conquerides a la zona hel·lènica. Va néixer lligat a la noció d'asil i ajuda mútua en els viatges i davant enemics estrangers però va esdevenir un sistema de relació social més complex on el conjunt de ciutadans proveïa d'aquells béns inassumibles per una unitat familiar. La majoria de lligues polítiques entre ciutats van partir d'una koinon preexistent, com la Lliga Jònica o la Lliga del Peloponès